# Gbete (langue)
Pour les articles homonymes, voir Gbete.
Le gbete (ou kepere) est une langue adamawa-oubanguienne parlée dans l'Est du Cameroun, particulièrement autour de Bélabo, dans le département du Lom-et-Djérem. Elle est parfois considérée comme un dialecte du mboum[réf. incomplète].
Le nombre de locuteurs a été estimé entre 6 000 et 10 000 (2002).